# Orumcekia
Orumcekia is een geslacht van spinnen uit de  familie van de Amaurobiidae (nachtkaardespinnen).

## Soorten
- Orumcekia gemata (Wang, 1994)
- Orumcekia jianhuii (Tang & Yin, 2002)
- Orumcekia lanna (Dankittipakul, Sonthichai & Wang, 2006)
- Orumcekia libo (Wang, 2003)
- Orumcekia mangshan (Zhang & Yin, 2001)
- Orumcekia pseudogemata (Xu & Li, 2007)
- Orumcekia satoi (Nishikawa, 2003)
- Orumcekia sigillata (Wang, 1994)
- Orumcekia subsigillata (Wang, 2003)